# Phyllophila recta
Phyllophila recta är en fjärilsart som beskrevs av Eduard Friedrich Eversmann 1844. Phyllophila recta ingår i släktet Phyllophila och familjen nattflyn. Inga underarter finns listade i Catalogue of Life.